# Aleksandrovac
Aleksandrovac (izvirno srbsko Александровац) je naselje v Srbiji, ki je središče istoimenske občine; slednja pa je del Rasinskega upravnega okraja.

## Demografija
V naselju živi 5093 polnoletnih prebivalcev, pri čemer je njihova povprečna starost 37,0 let (36,5 pri moških in 37,4 pri ženskah). Naselje ima 2111 gospodinjstev, pri čemer je povprečno število članov na gospodinjstvo 3,07.
|  |

| Demografija | Demografija     | Demografija     |
| Leto        | Št. prebivalcev | Št. prebivalcev |
| ----------- | --------------- | --------------- |
|             |                 |                 |
|             |                 |                 |
|             |                 |                 |
|             |                 |                 |
| 1948        | 1027            |                 |
| 1953        | 1153            |                 |
| 1961        | 1320            |                 |
| 1971        | 3067            |                 |
| 1981        | 5177            |                 |
| 1991        | 6354            | 6106            |
| 2002        | 7014            | 6476            |
|             |                 |                 |

| Etnična sestava po popisu iz leta 2002 | Etnična sestava po popisu iz leta 2002 | Etnična sestava po popisu iz leta 2002 | Etnična sestava po popisu iz leta 2002 | Etnična sestava po popisu iz leta 2002 |
| -------------------------------------- | -------------------------------------- | -------------------------------------- | -------------------------------------- | -------------------------------------- |
| Srbi                                   | Srbi                                   |                                        | 6.352                                  | 98,08%                                 |
| Črnogorci                              | Črnogorci                              |                                        | 23                                     | 0,35%                                  |
| Romi                                   | Romi                                   |                                        | 14                                     | 0,21%                                  |
| Jugoslovani                            | Jugoslovani                            |                                        | 13                                     | 0,20%                                  |
| Hrvati                                 | Hrvati                                 |                                        | 7                                      | 0,10%                                  |
| Makedonci                              | Makedonci                              |                                        | 5                                      | 0,07%                                  |
| Muslimani                              | Muslimani                              |                                        | 4                                      | 0,06%                                  |
| Slovenci                               | Slovenci                               |                                        | 2                                      | 0,03%                                  |
| Bolgari                                | Bolgari                                |                                        | 2                                      | 0,03%                                  |
| Neznano                                | Neznano                                |                                        | 12                                     | 0,18%                                  |